# 250. rocznica odsieczy wiedeńskiej (monety)
250. rocznica odsieczy wiedeńskiej – monety okolicznościowa i próbne (w tym również w postaci kwadratowej klipy), o identycznych motywach awersu i rewersu, nominale 10 złotych, bite w srebrze z datą 1933. Klipa była bita w dwóch wersjach, z napisem PRÓBA i bez. Na rewersie umieszczono prawy profil króla Jana III Sobieskiego, napis: „JAN III SOBIESKI 1683–1933”, u dołu nazwisko projektanta: J. Wysocki, na awersie zaś godło – orła w koronie, napis: „RZECZPOSPOLITA POLSKA”, nominał: „10 ZŁOTYCH 10”, a pod łapą orła, znak mennicy w Warszawie.

Monety 250. rocznica odsieczy wiedeńskiej
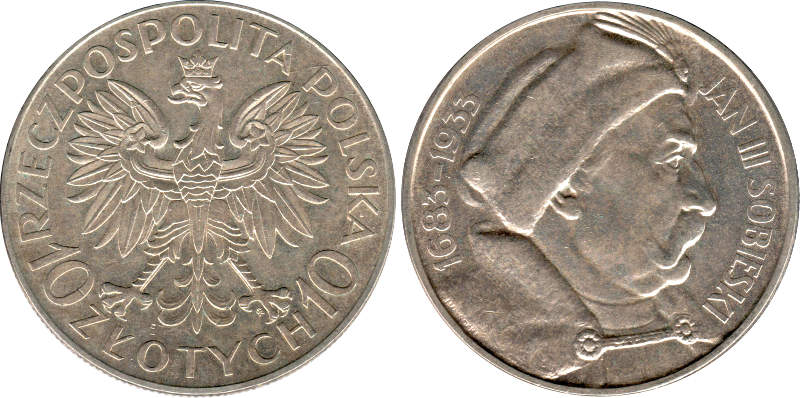
Obiegowa
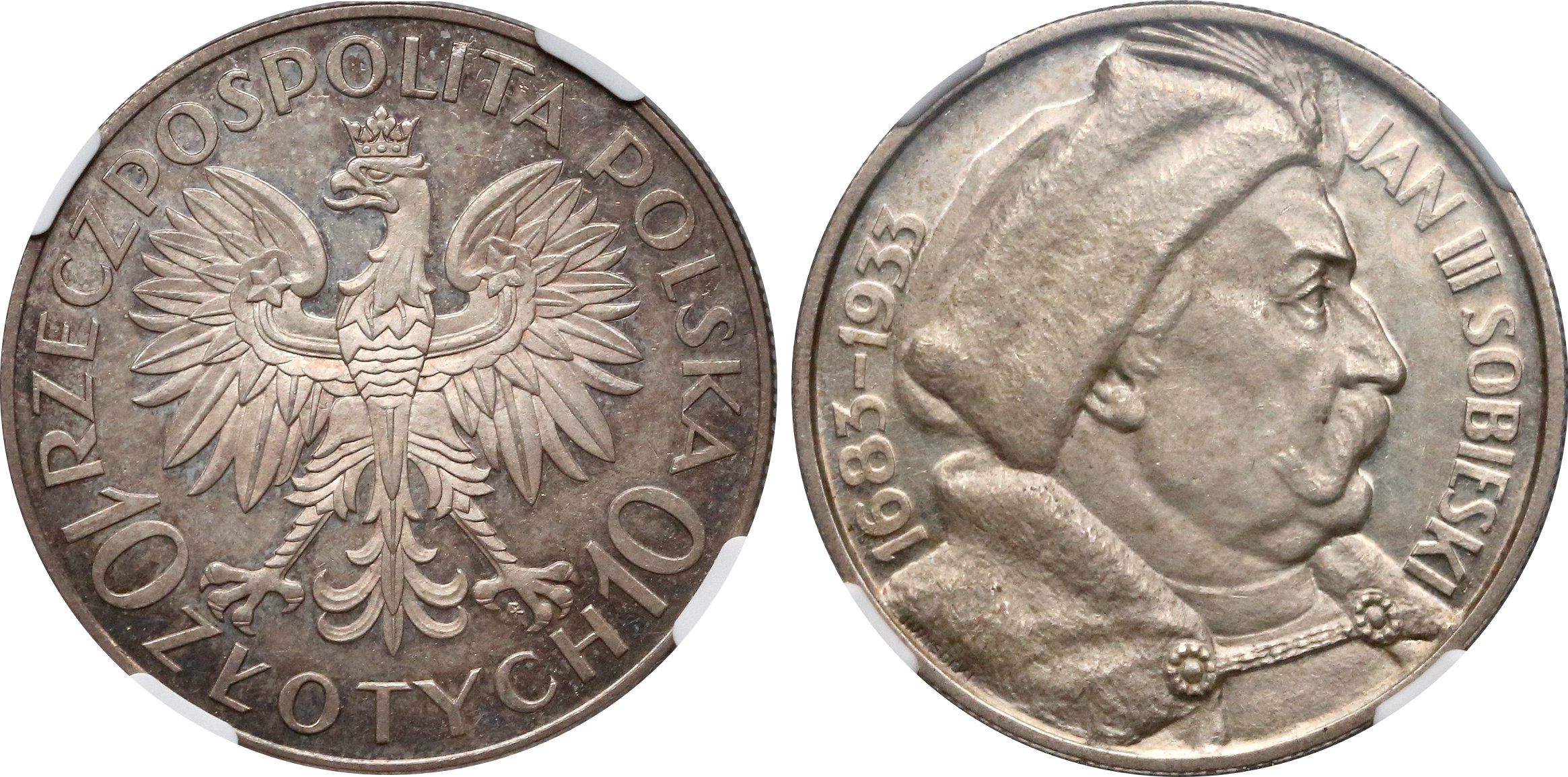
Lustrzanka
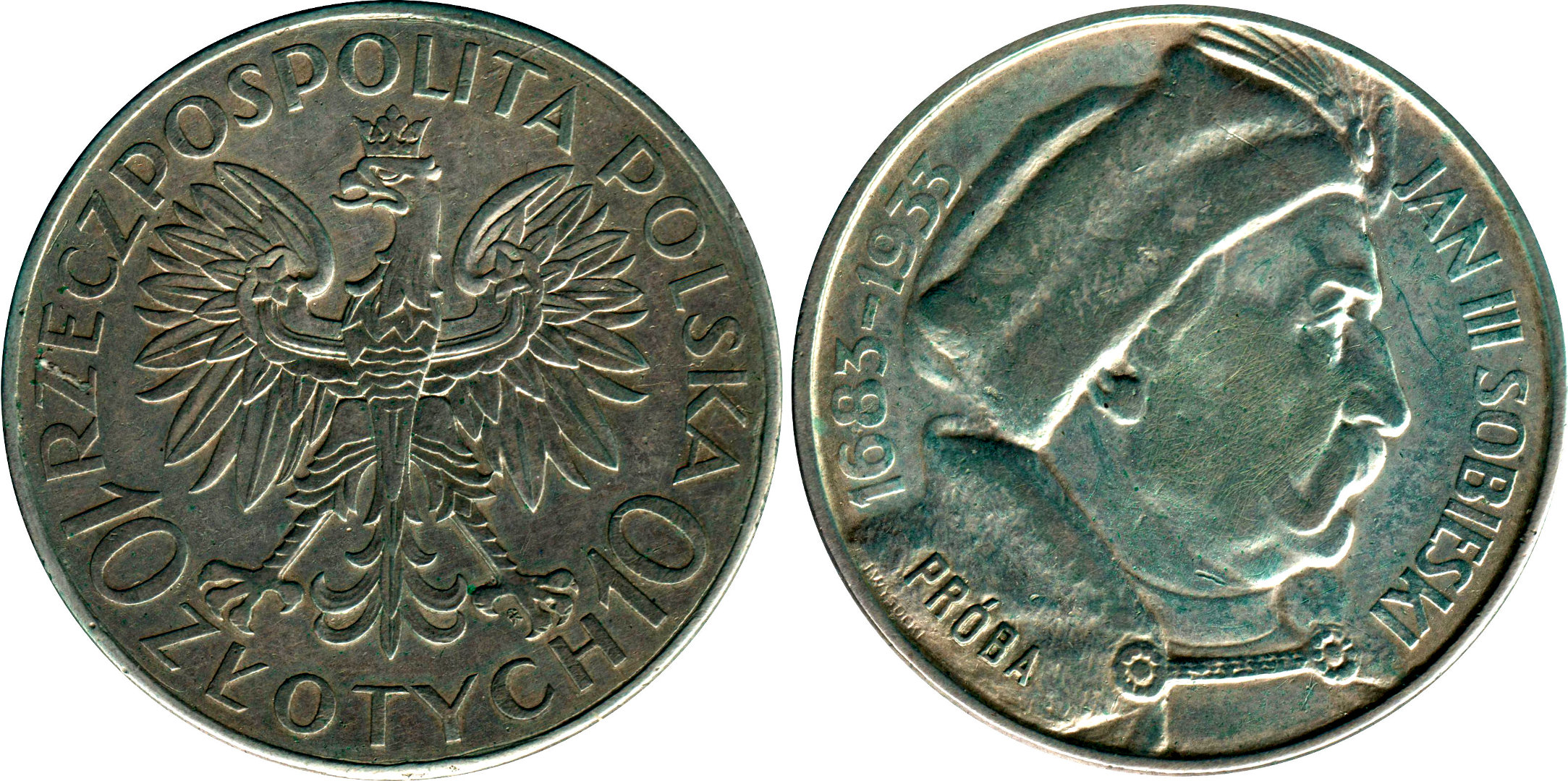
Próba
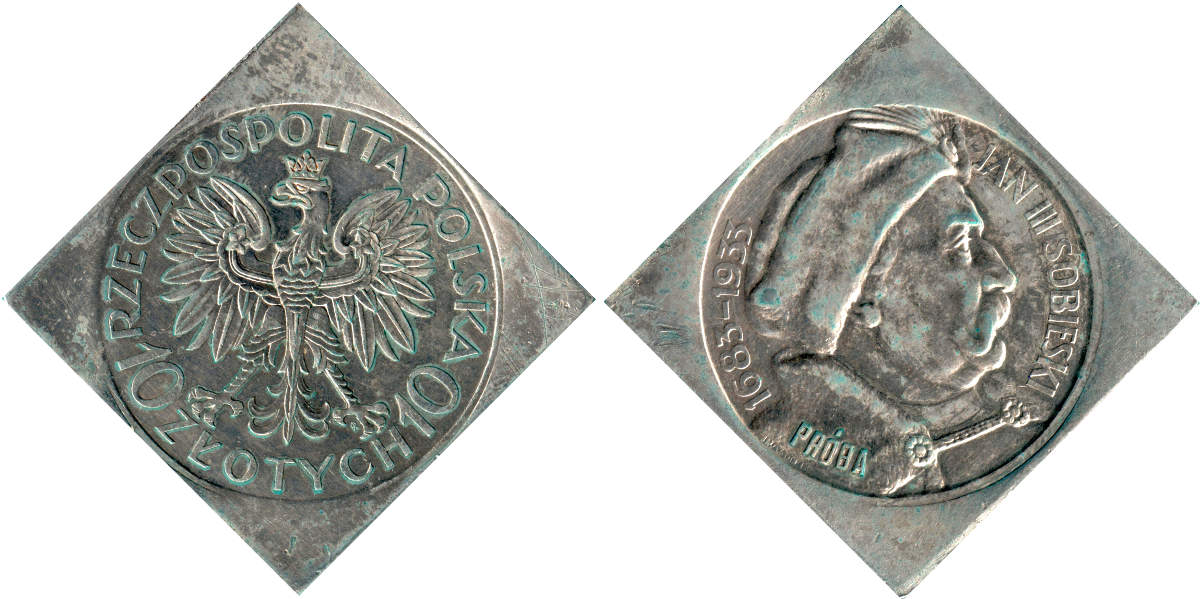
Klipa z napisem PRÓBA